# 爱情锁

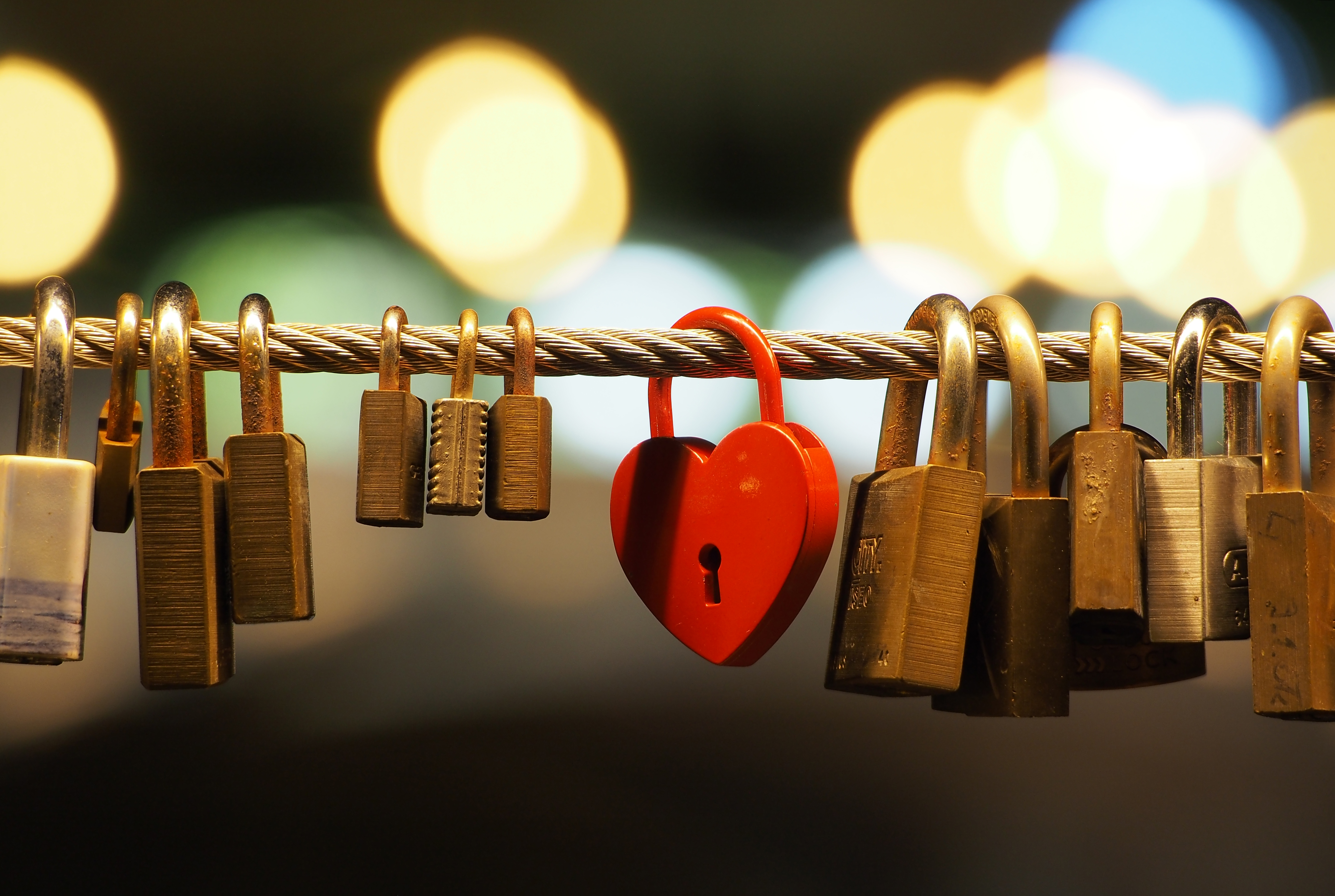
斯洛文尼亚卢布尔雅那
夜暮下屠夫桥上爱情锁

爱情锁是一种能用以象征恋人间爱之永恒的锁。其可挂处，或桥梁，或栏楯，或門扉，或其他公共设施。有的锁厂会特制爱情锁，有的鎖上亦會有心型標誌。挂锁前，恋人们常将自己名字写在锁上，并在挂锁后将钥匙抛离自己。自21世纪初，悬锁之风在世界范围内愈加兴盛。一些紀念建築物亦为此特划悬锁区域。由于是举有损坏景观之果与导致事故之虞，一些地方亦对锁展开撤去作業。

## 悬锁歷史

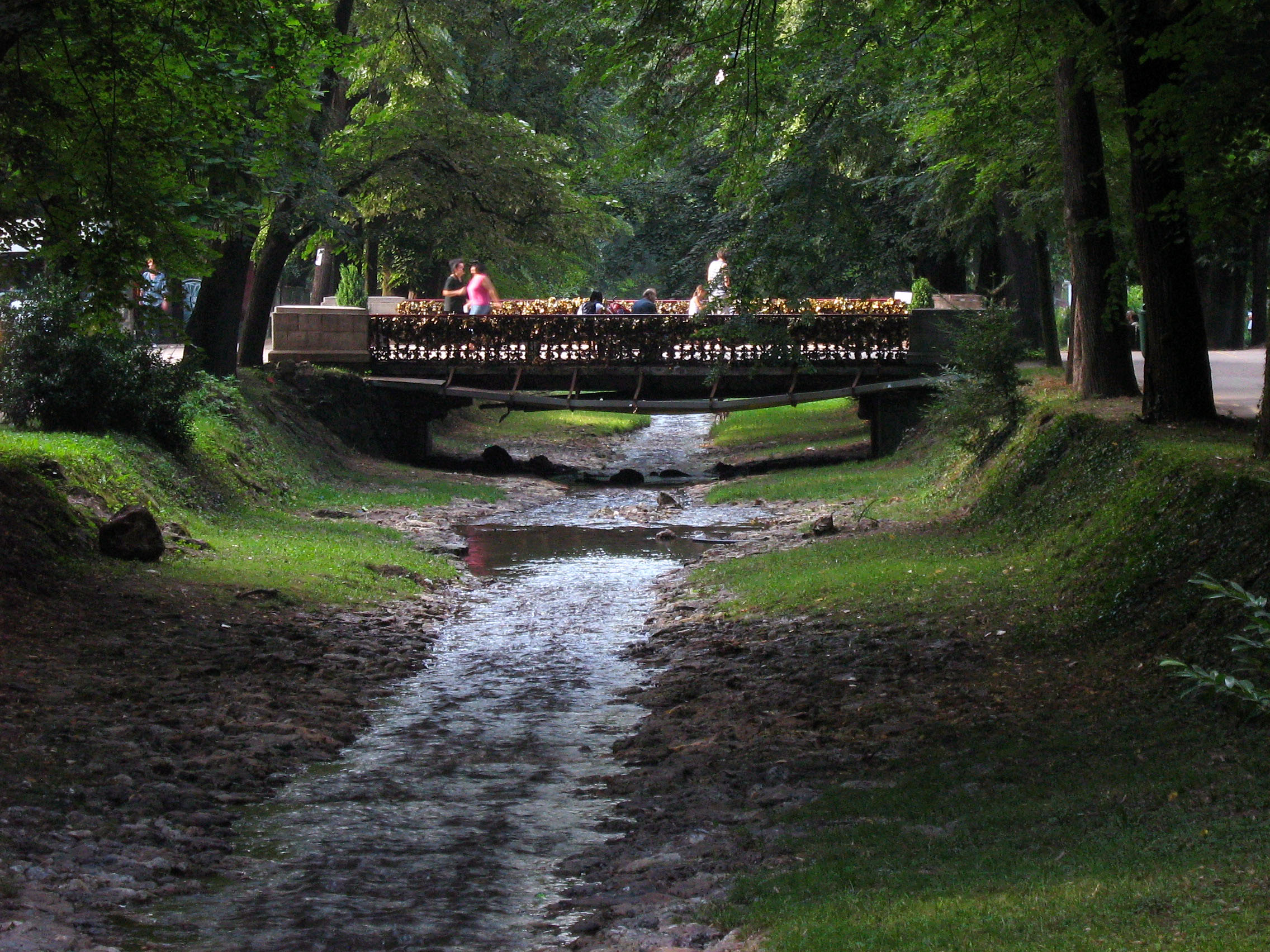
塞尔维亚弗爾尼亞奇卡礦泉鎮
至爱桥景

爱情锁之肇始，可溯至一战以前塞尔维亚弗爾尼亞奇卡礦泉鎮的至爱桥（Most Ljubavi）。彼时，该镇女教師娜达（Nada）陷入与塞尔维亚王国军士官雷利亚（Relja）的热恋中。二人互誓永不变心。後雷利亚被征召前往希腊打仗，愛上一名來自克基拉島的女孩而不归。遠在故鄉的娜达得知后，心碎而死。當地女孩們為紀念這段故事，并表达对自己愛情之捍衛，開始將镌有自己與戀人姓名的鎖掛在當初之二人相遇的橋上，冀以防止對方變心。悬锁传统因二战爆发而中断，又因塞尔维亚女诗人德珊卡·马克西莫维奇笔下描绘这段爱情往事的诗歌《爱情祷告》（Molitva za ljubav）而再度受关注。观光季里，每日有大约五十人前来挂锁。

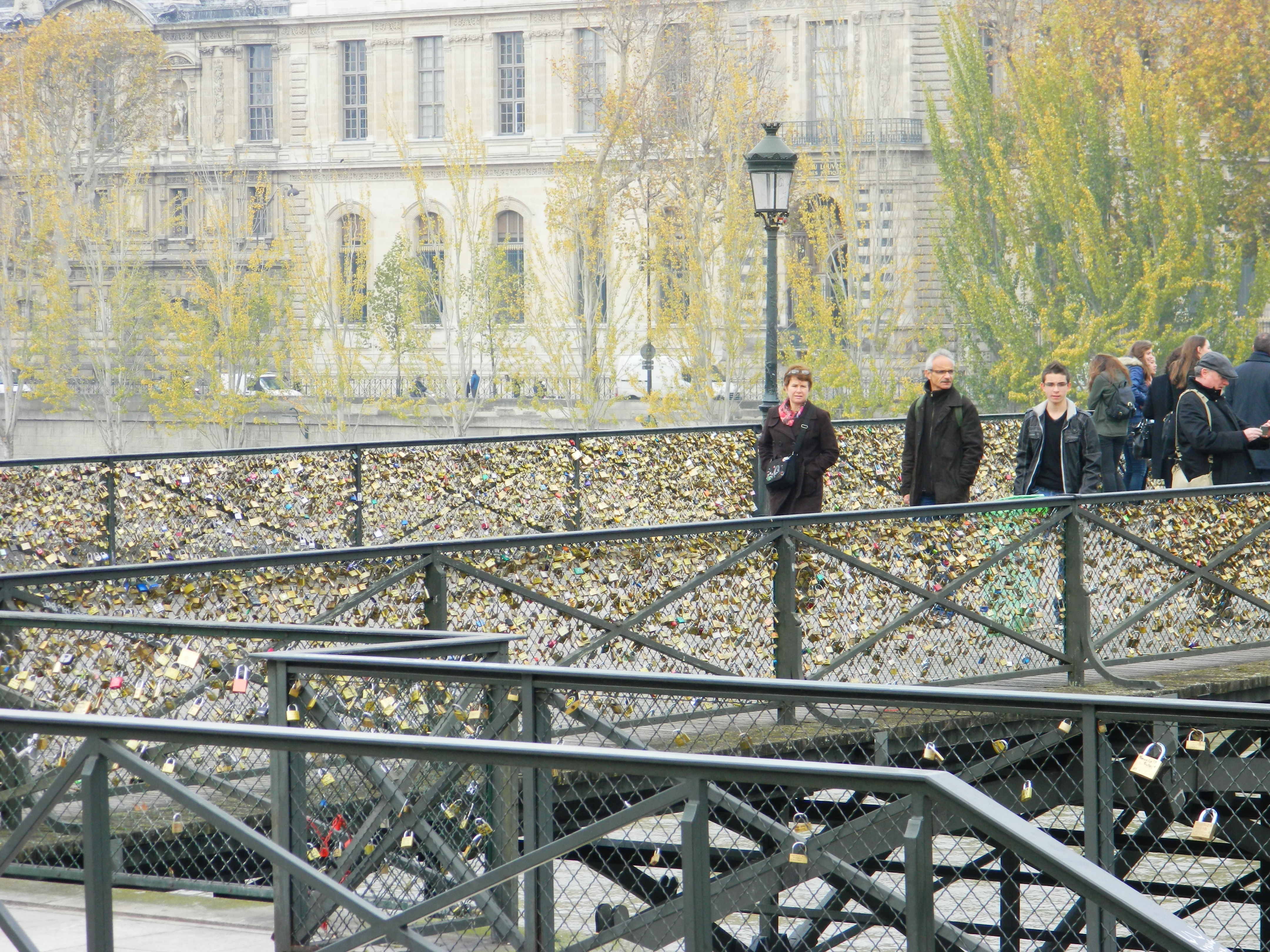
2012年挂着爱情锁的巴黎艺术桥

21世纪初，悬锁现象现于欧洲他地。如在巴黎，恋人们将名字镌在锁上，其中首字用大字号，而后将之锁在桥梁栏楯上，并将钥匙投入塞纳河，作为不渝爱情的誓言。至于悬锁之愈加流行，则是因意大利作家费德里科·莫恰2006年小説 《愛是如此孩子氣》及其2007年电影作品。作品中，男女主角在罗马米爾維奧橋（Ponte Milvio）旁燈柱悬上其愛情鎖，继而將鑰匙丟入台伯河，象徵從此刻起兩人永不分離，以堅定之愛情面對未來。

## 各地情锁
臺灣豐原車站北侧天桥铁网亦有悬锁之俗，该桥亦随之被称为“心锁桥”。当地有一说法，称把对另一半的爱意写在锁上，然后天桥挂锁，就能将爱情牢牢锁在心房。且火车经过时会产生巨大磁场，愿望就能实现。此俗始于2003年。洎至2012年3月，此处已掛锁近萬，其形有大有小，其质有铜有木，亦有機車大鎖。随着鐵路高架化，此桥曾定于2013年拆除，网民遂于2012年2月发动联署呼籲保留，最终天桥拆除，而挂锁铁网转移到月台两端。

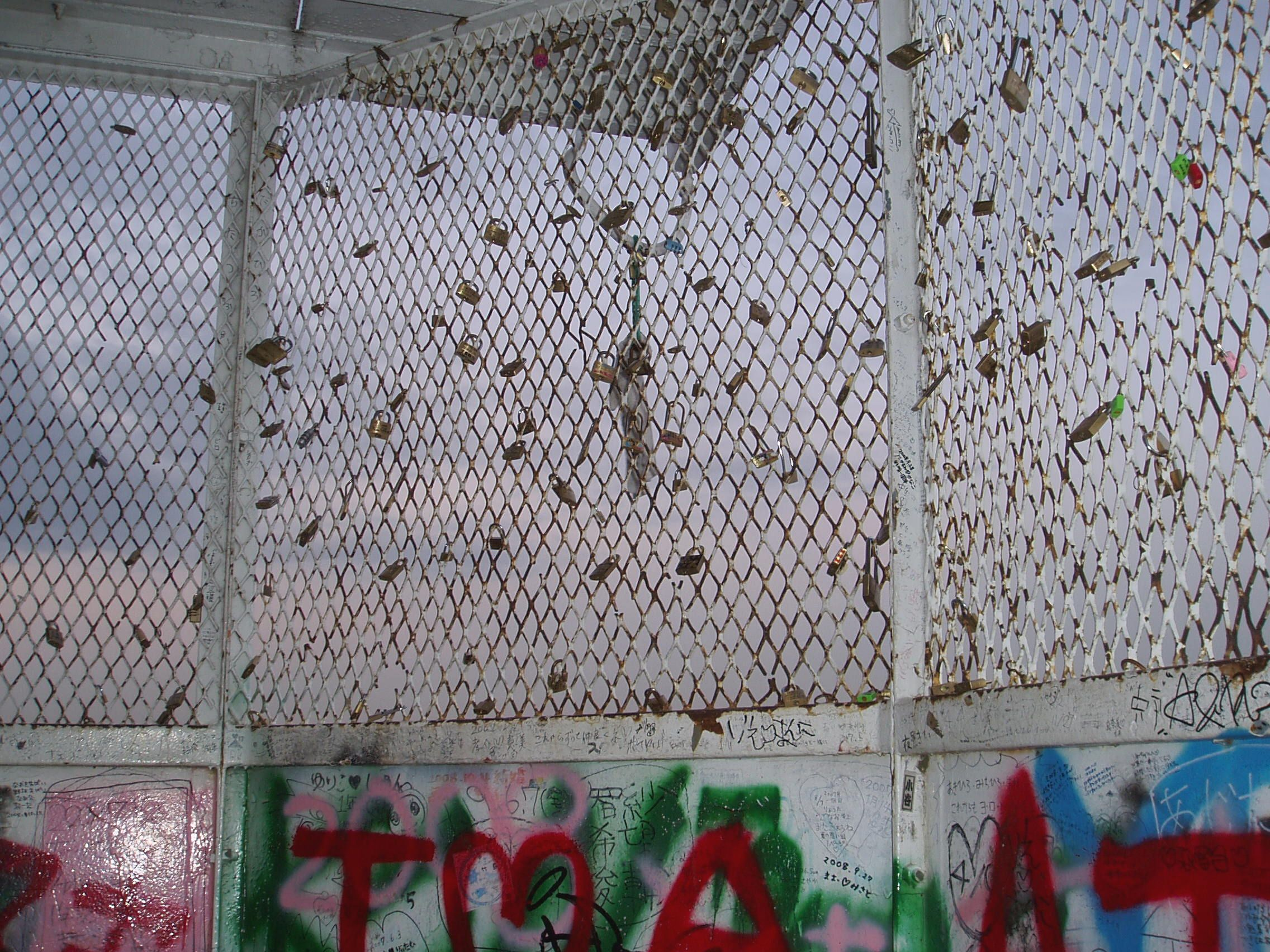
日本湘南平电视塔上
悬于铁网之爱情锁

在日本，神奈川縣湘南平公园电视转播塔亦是一悬锁场所。一説此地悬锁之风约始于1991年。此外塔壁还有大量涂鸦。因鎖鍊及塗鴉过多，為防止金屬腐化及美观之考虑，拆除与塗裝工程數年便會進行一次，卸下的爱情锁会被移往江之島。:24-25

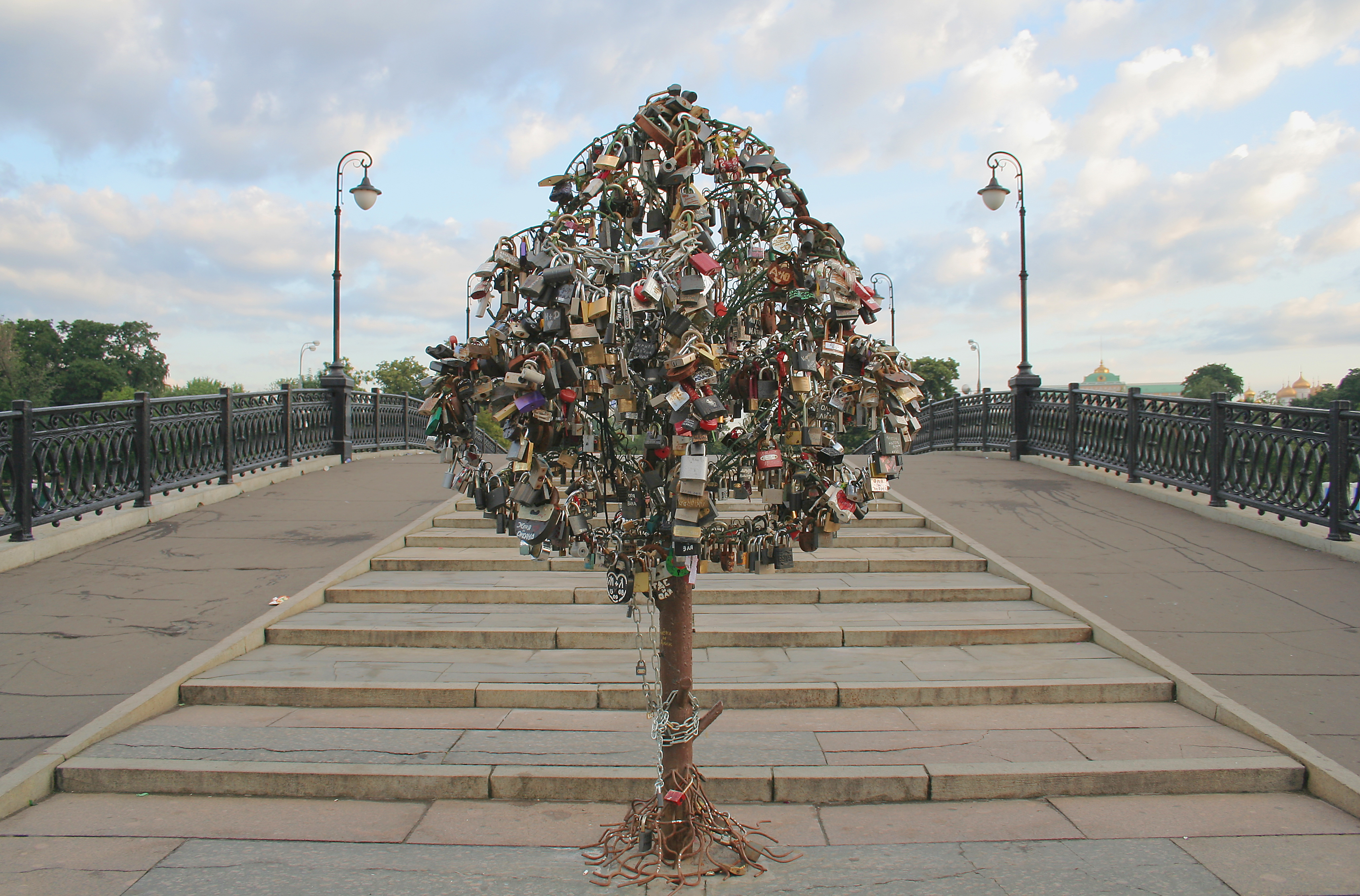
莫斯科盧日科夫拱橋特設供掛愛情鎖之鐵樹

俄罗斯莫斯科河上盧日科夫拱橋周邊亦有悬锁场所。人们曾将爱情锁锁在真实的树上，惟树不堪其重。後立铁树供人寄托。

## 相似之锁
香港大埔林村既參考世界各地爱情锁景點，亦在2015年2月至3月之許願節设置许愿木锁，使大家可寫下願望而鎖之以祈福。